# Cueva Negra de Montanejos
La Cueva Negra de Montanejos sont un site archéologique situé dans la commune de Montanejos (comarque d'Alto Mijares), dans la province de Castellón en Espagne,. 
La grotte, située à 637 m d'altitude. Elle a été déclarée comme Bien d'intérêt culturel en 2007 dans le cadre du Plan local d'urbanisme.

## Description
La grotte possède une bouche d'accès de grandes dimensions (26 × 10 m. Sa surface est d'environ 2 300 m2, avec un parcours de 150 m dont 100 m en plan, avec une descente d'environ30 m de profondeur, ce qui peut être décrit comme l'une des plus grandes salles troglodytes de la Communauté valencienne.   
Elle présente un grand intérêt géologique en raison des formations qu'elle présente, dans lesquelles de grands blocs sont disposés de manière à donner naissance à ce que l'on peut qualifier de pseudo-galeries.
Les restes trouvés dans la grotte a démontré qu'il s'agit d'un lieu qui a été utilisé, bien que peut-être sporadiquement, comme refuge par les peuples préhistoriques. Les fouilles les plus importantes (en raison de la documentation fournie) de la grotte ont été réalisées en 1934 par Joan Josep Senent, et il a été possible de documenter des lits de cendres provenant de trois anciens feux de camp ; des morceaux de dalles de grès (utilisés pour le meulage) ; pierres de rivière (éventuellement utilisées comme percuteurs); des éclats et des feuilles de silex, ainsi que d'abondants restes de céramiques. Tous ces vestiges étaient datés de la période du Néolithique. L’une des raisons pour lesquelles on suppose qu’il ne s’agissait que d’un lieu d’utilisation sporadique et transitoire est l’absence d’ossements d’animaux à l’intérieur. Quoi qu'il en soit, les experts considèrent qu'on ne peut nier, sans plus de données, qu'il pourrait y avoir eu des établissements paléolithiques dans la grotte.

## Galerie

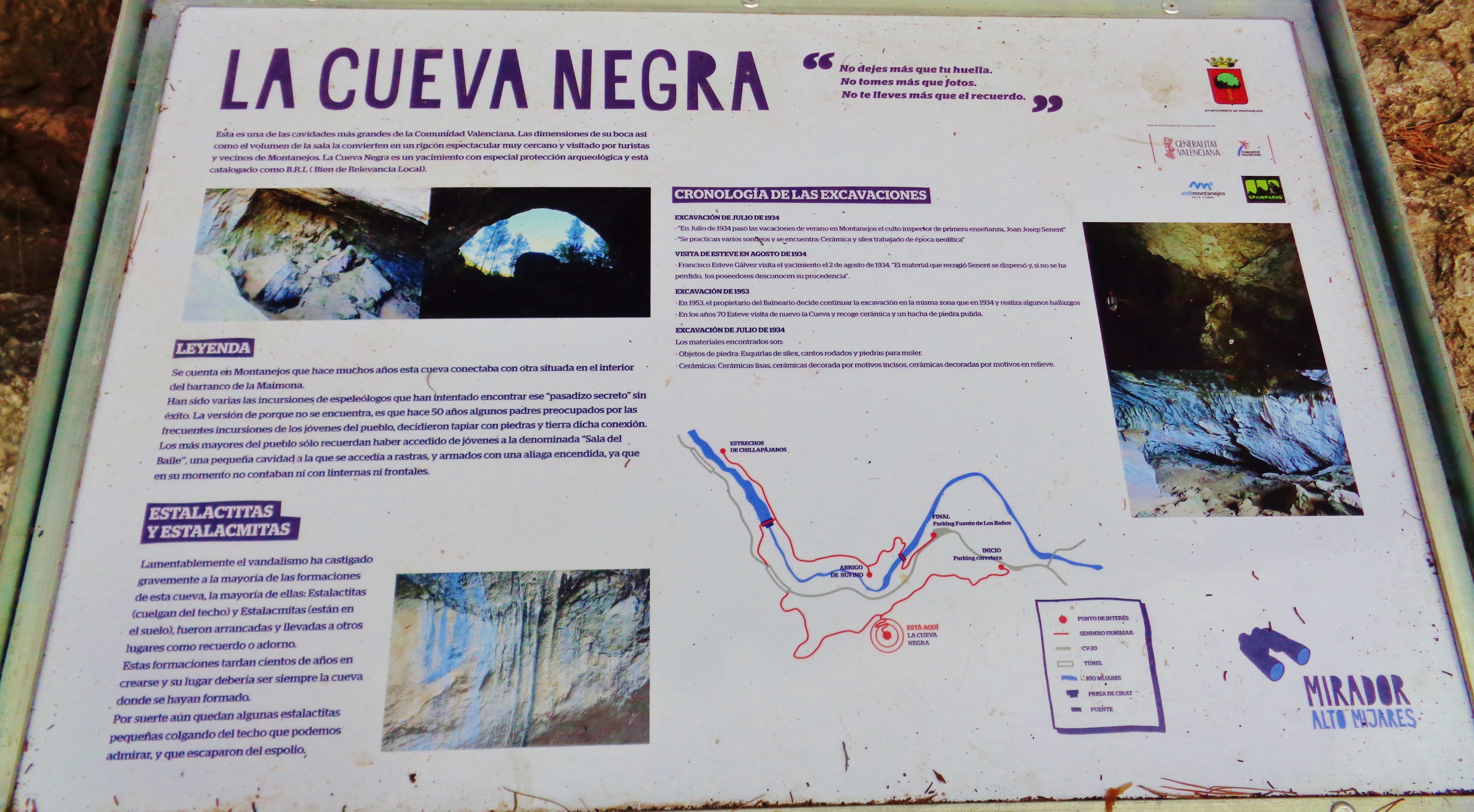
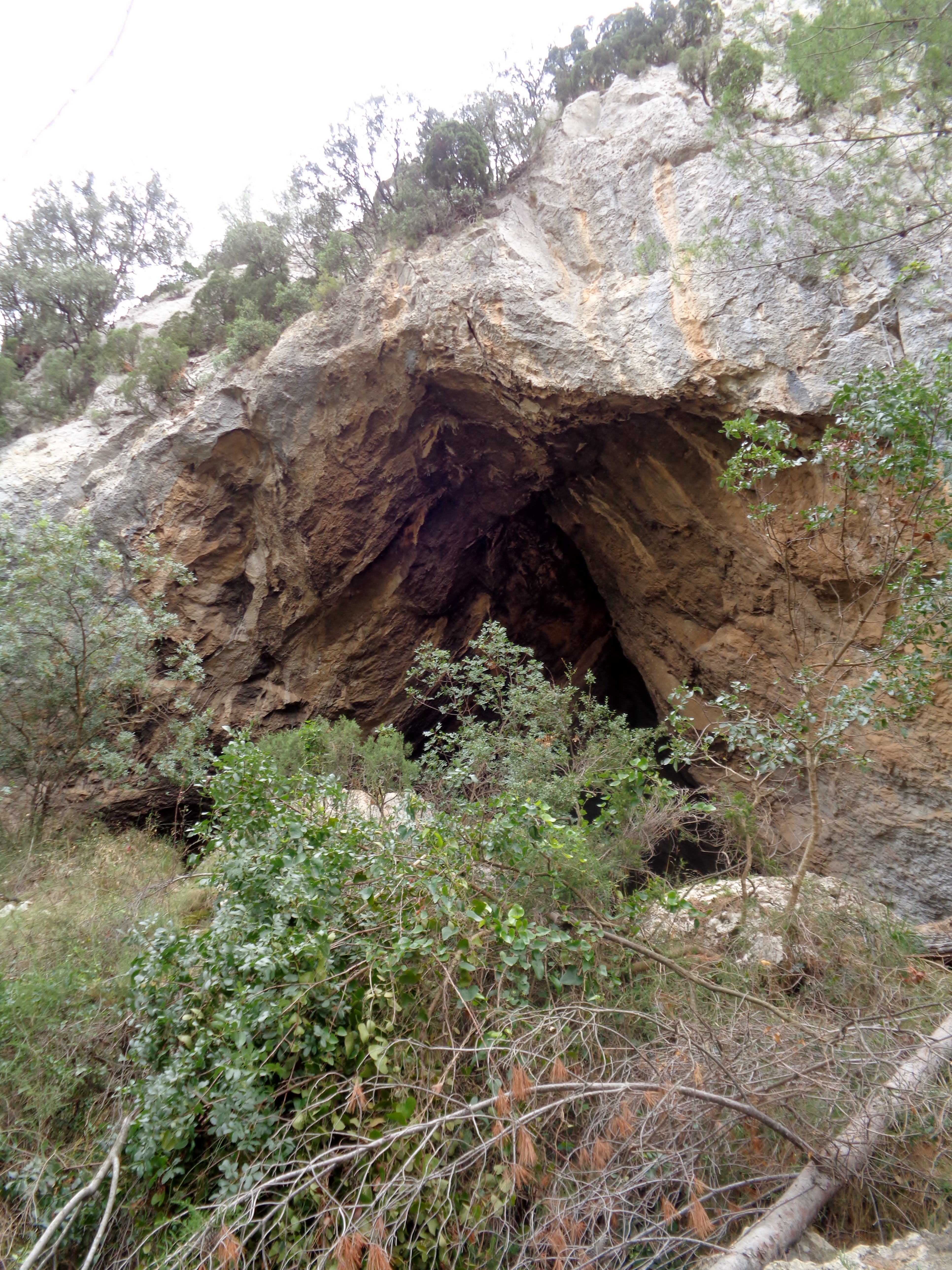
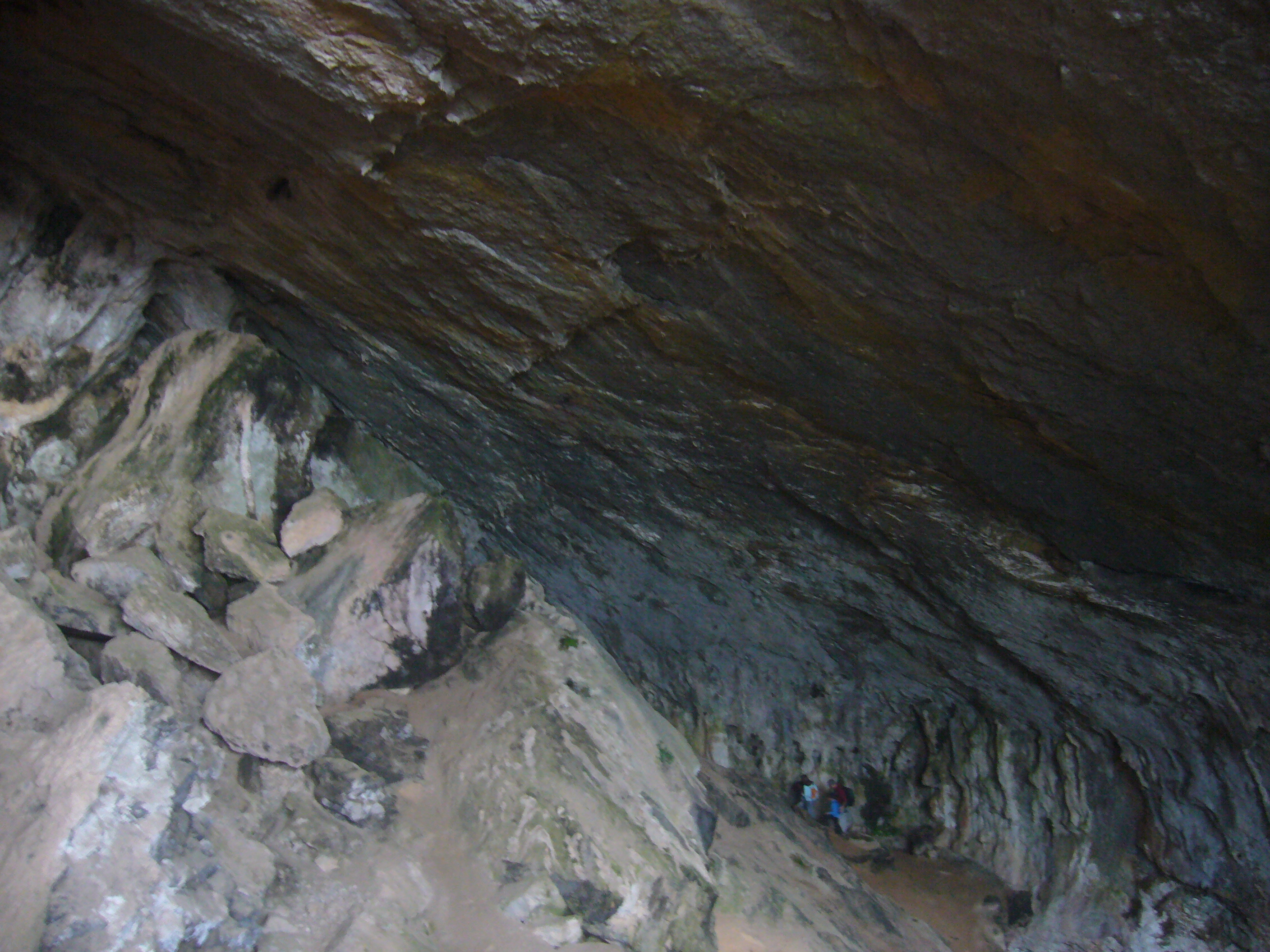
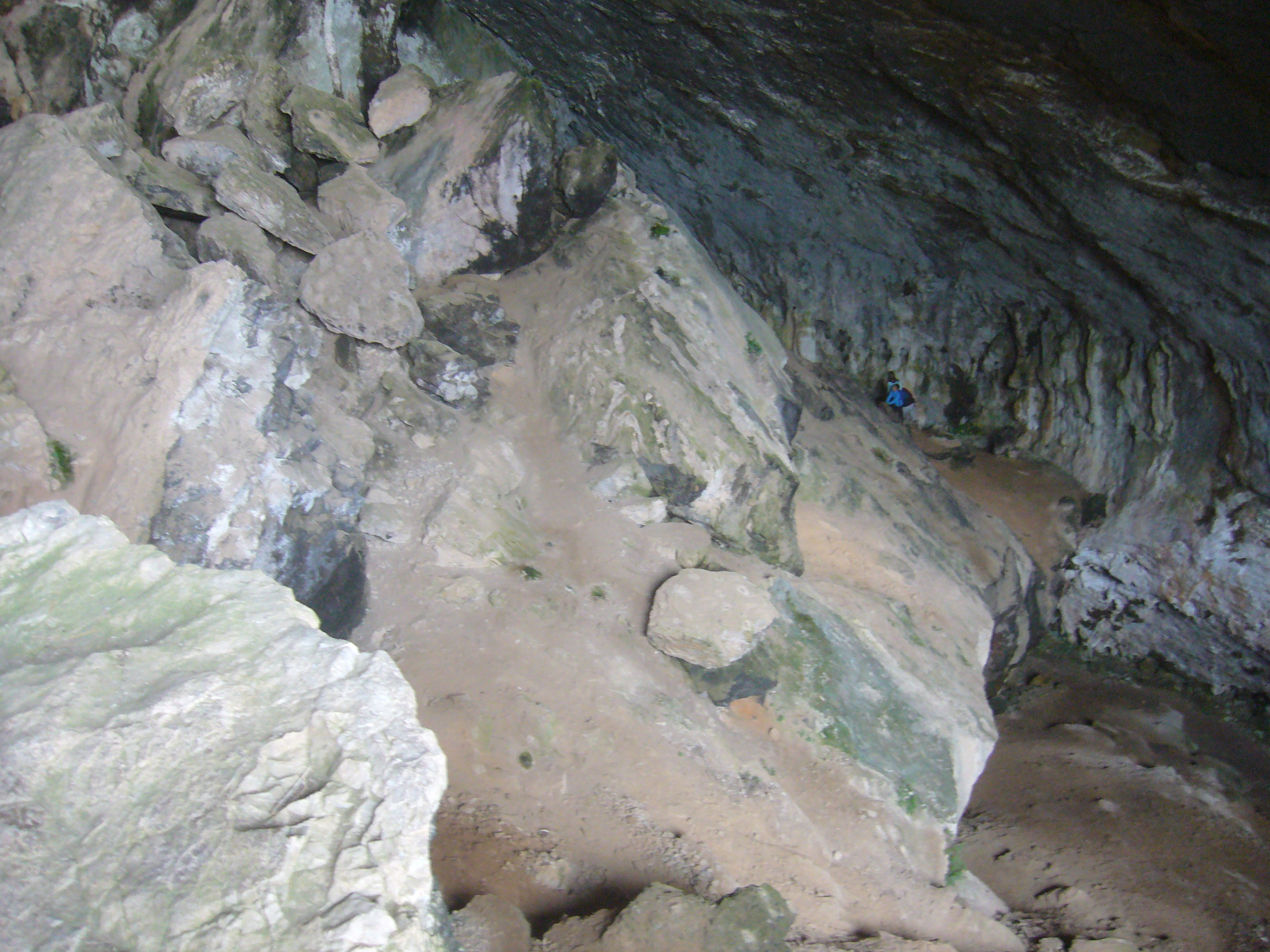